# Кубок Італії з футболу 2025—2026
Кубок Італії з футболу 2025–2026 — 79-й розіграш кубкового футбольного турніру в Італії. Титул захищає «Болонья».

## Календар
| Раунд             | Дата                       | Матчі | Клуби   |
| ----------------- | -------------------------- | ----- | ------- |
| Попередніий раунд | 9–10 серпня 2025           | 4     | 44 → 40 |
| Перший раунд      | 15–18 серпня 2025          | 16    | 40 → 24 |
| Другий раунд      | 23–25 вересня 2025         | 8     | 24 → 16 |
| 1/8 фіналу        | 3–17 грудня 2025           | 8     | 16 → 8  |
| 1/4 фіналу        | 4–11 лютого 2026           | 4     | 8 → 4   |
| 1/2 фіналу        | 4 березня – 22 квітня 2026 | 4     | 4 → 2   |
| Фінал             | 13 травня 2026             | 1     | 2 → 1   |

## Попередній раунд
| Команда 1          | Рахунок | Команда 2             |
| ------------------ | ------- | --------------------- |
| 9 серпня 2025      |         |                       |
| Віртус Ентелла (2) | 4:0     | Тернана (3)           |
| 10 серпня 2025     |         |                       |
| Пескара (2)        | 1:0     | Ріміні (3)            |
| Падова (2)         | 0:2     | Віченца (3)           |
| Авелліно 1912 (2)  | 0:1     | Аудаче Черіньйола (3) |

## Перший раунд
| Команда 1             | Рахунок      | Команда 2          |
| --------------------- | ------------ | ------------------ |
| 15 серпня 2025        |              |                    |
| Емполі (2)            | 1:1 пен. 3:0 | Реджана (2)        |
| Сассуоло              | 1:0          | Катандзаро (2)     |
| Лечче                 | 2:0          | Юве Стабія (2)     |
| Дженоа                | 3:0          | Віченца (3)        |
| 16 серпня 2025        |              |                    |
| Венеція (2)           | 4:0          | Мантова (2)        |
| Комо                  | 3:1          | Зюдтіроль (2)      |
| Кальярі               | 1:1 пен. 5:4 | Віртус Ентелла (2) |
| Кремонезе             | 0:0 пен. 4:5 | Палермо (2)        |
| 17 серпня 2025        |              |                    |
| Монца (2)             | 0:1          | Фрозіноне (2)      |
| Парма                 | 2:0          | Пескара (2)        |
| Чезена (2)            | 0:0 пен. 1:2 | Піза               |
| Мілан                 | 2:0          | Барі (2)           |
| 18 серпня 2025        |              |                    |
| Аудаче Черіньйола (3) | 1:1 пен. 2:4 | Верона             |
| Спеція (2)            | 1:1 пен. 4:2 | Сампдорія (2)      |
| Удінезе               | 2:0          | Каррарезе (2)      |
| Торіно                | 1:0          | Модена (2)         |

## Фінал
Фінал кубка Італії з футболу 2026